# Бутурлин, Александр Михайлович
Александр Михайлович Бутурлин (3 сентября 1981, Москва, СССР) — российский хоккеист, нападающий. Сын Михаила Бутурлина, младший брат Михаила Бутурлина.

## Биография
Воспитанник московского ЦСКА, где начал профессиональную карьеру в 1997 году. Два года спустя на драфте НХЛ он был выбран во 2 раунде под общим 39 номером клубом «Монреаль Канадиенс». В том же году стал выступать за клуб Хоккейной лиги Онтарио «Сарния Стинг». За два сезона набрал 122 (55+67) очка в 115 проведённых матчах. Не сумев пробиться в НХЛ, в 2001 году вернулся в Россию, подписав контракт с уфимским «Салаватом Юлаевым», через год стал игроком тольяттинской «Лады», в составе которой добился основных успехов в своей карьере, завоевав серебряные и дважды бронзовые награды чемпионата России, а также став обладателем Континентального кубка в 2006 году. Всего в составе «Лады» Бутурлин провёл 303 матча, в которых набрал 120 (47+73) очков.
Летом 2007 года вернулся в «Салават Юлаев», однако, отыграв пять матчей, перешёл в подмосковный ХК МВД, в котором генеральным менеджером работал его отец Михаил. Перед началом дебютного сезона КХЛ Бутурлин вновь стал игроком тольяттинской «Лады», в составе которой в 44 матчах набрал 11 (5+6) очков, после чего у клуба начались финансовые проблемы, и Бутурлин покинул команду. Летом 2009 года заключил двухлетнее соглашение с московским «Спартаком». Сезон 2010/11 начал в московском клубе, однако после 16 матчей, в которых он набрал лишь 2 (1+1) очка, руководство команды приняло решение расстаться с игроком, после чего он подписал контракт до конца сезона с челябинским «Трактором», а уже спустя 4 месяца соглашение было продлено ещё на один сезон.
По ходу сезона 2012/2013 перешёл из «Амура» в клуб ВХЛ «Кубань» Краснодар. В мае 2013 г. покинул команду и стал свободным агентом.

### В сборной
В составе сборной России принимал участие в юниорском чемпионате мира 1999 года, а также в молодёжном чемпионате мира 2001 года, проведя на этих турнирах 14 матчей, в которых набрал 10 (7+3) очков. Призывался под знамёна сборной[уточнить] для участия в матчах Еврохоккейтура в сезоне 2003/04.

## Достижения
- Бронзовый призёр чемпионата России (2): 2003, 2004.
- Серебряный призёр чемпионата России 2005.
- Обладатель Континентального кубка 2006.

## Статистика
| Легенда | Легенда                    | Легенда | Легенда                   | Легенда | Легенда    |
| ------- | -------------------------- | ------- | ------------------------- | ------- | ---------- |
| И       | Количество проведённых игр | Штр     | Штрафное время            | +/−     | Плюс-минус |
| Г       | Голы                       | П       | Голевые передачи          | О       | Очки       |
| -       | Статистика неизвестна      | —       | Статистика не учитывалась |         |            |